# Termux (软件)
Termux 是一款运行于 Android 系统的开源终端模拟器。该软件提供了 Linux 环境，即使设备不具备 root 权限也可使用。通过自带的包管理器（Pacman、 APT），Termux 可以安装许多现代化的开发和系统维护工具，例如 zsh、Python、Ruby、NodeJS、MySQL 等软件。
Termux 目前已经恢復在 Google Play 更新，但仍在 F-Droid 和 GitHub 保持更新。